# ブッシュ米大統領の1992年の失神と嘔吐
ブッシュ米大統領の1992年の失神と嘔吐（ブッシュアメリカだいとうりょうの1992ねんのしっしんとおうと）は、1992年1月8日午後8時20分頃（JST）、アメリカ合衆国大統領のジョージ・H・W・ブッシュが日本の首相・宮澤喜一（当時）が首相官邸で主催した歓迎会に出席している際、宮澤の膝で嘔吐した後に気を失った事件である。医師はこの原因を急性胃腸炎と診断した。

## 概要
1992年1月、ジョージ・H・W・ブッシュ大統領は、冷戦終結後のアメリカの経済関係や政策について議論するため、12日間のアジア・太平洋地域を巡る外遊を行った。外遊も後半に入った1月8日には日本を訪れ、天皇明仁（現在の上皇）と皇太子徳仁親王（現在の天皇）とテニスのダブルスの試合を行った（ブッシュ大統領のペアはマイケル・アマコスト駐日米国大使。結果は天皇・皇太子の勝利）。歓迎会が始まる前、首相官邸の玄関で招待客に挨拶している最中、トイレに急ぐほどの状況であり、会の最後まで身体がもつかどうか不明であるとの情報も密かにシークレットサービスには伝えられていたほどだった。それにもかかわらず、その日の夜には、当時の日本の首相である宮澤喜一が首相官邸で開催した歓迎会に出席した。
首相官邸のホールで行われた歓迎会の晩さん会でスピーチを予定していたブッシュ大統領は、午後8時20分頃、食事中に失神し、宮澤首相の膝に嘔吐した。ファーストレディのバーバラ・ブッシュ夫人はテーブルクロスで夫の顔を覆った。その後、ブッシュ大統領はかかりつけの医師であるバートン・リー博士に「ディナーが終わるまでテーブルの下で寝かせてくれ」と口にし、「晩さん会の参加者には『インフルエンザである』と言ってほしい」と伝えた。大統領の異変に気が付いた会場は沈黙の後騒然とし、同時にホールの外からは警護が駆け付けた。
ブッシュ大統領が予定していたスピーチは、当初ブレント・スコウクロフト大統領補佐官が代読したが、バーバラ夫人が機転を利かせた挨拶を行い参加者を安堵させた。

## 事件の影響
ニューハンプシャー州予備選挙の数週間前に起こったこの事件は広く報道され、すぐにアメリカ国内のコメディアンにとって格好のネタになった。大統領の嘔吐の映像はABCネットワークで放送された。また、アメリカのバラエティー番組『サタデー・ナイト・ライブによってモキュメンタリーでパロディ化されたほか。アニメ『ザ・シンプソンズ』でも風刺の材料にされた。
事件の直後、アイダホ州の男性、ジェームズ・エドワード・スミスは、大統領の医師を装ってCNNに電話し、ブッシュ大統領が死んだと主張した。 CNNの従業員は、CNNと姉妹ネットワークのCNN Headline Newsの両方が使用する集中型コンピューターに情報を入力し、CNN Headline Newsは内容の真偽が検証される前にほぼ放送した。その後、スミスはシークレットサービスから質問を受け、検査のために民間の精神保健施設に入院した。
日本では、事件から数年経っても、ブッシュ大統領はこのイベントが原因で国民に記憶されていた。『政治コミュニケーションの百科事典』によると、「この事件は、深夜のテレビでジョークの波を引き起こし、国際社会では嘲笑され、日本では『ブッシュ大統領のことをする（=嘔吐する）』という意味を持つ『ブッシュする』という造語まで生まれた」という。
1993年に、事件はコメディ映画ホット・ショット2Part Deuxでパロディー化された。USAトゥデイが発行した2007年のリストでは、この事件が「過去四半世紀に私たちが話したり笑ったりした、記憶に残る25の公的な場での崩壊」のひとつに選ばれた。